# Kang Jun

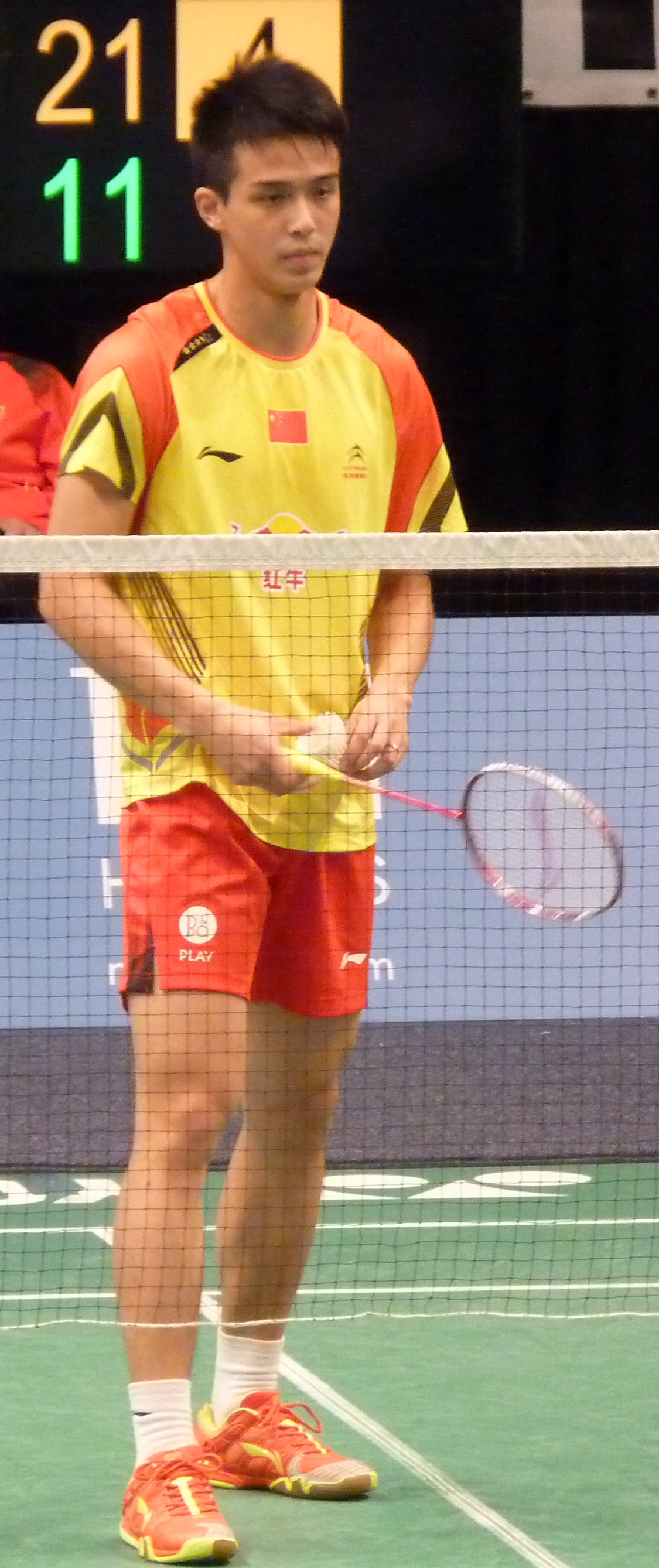
Kang Jun, 2013

Kang Jun (chinesisch 康骏, Pinyin Kāng Jùn; * 2. März 1990) ist ein chinesischer Badmintonspieler.

## Karriere
Kang Jun startete 2011 und 2012 in der chinesischen Badminton-Superliga. Bei der Japan Super Series 2013 belegte er Rang drei im Herrendoppel ebenso wie bei den Dutch Open 2013. Beim London Grand Prix Gold 2013 und dem China Masters 2013 stand er im Achtelfinale.